# Chnum
Khnum (Khnemu) este o divinitate primordială din mitologia egipteană. Traducerea numelui său este "a crea". Khnum, stăpân al apelor reci, este considerat creatorul tuturor lucrurilor care au fost, sunt și vor fi. A creat toți zeii și a făurit omul pe o roată de olărit și este considrat ca fiind primul care a domesticit berbecul. El era venerat în special în insula Elephantine, la Aswan. Imaginea sa este în strânsă legătură cu revărsarea anuală a Nilului și cu pământul fertil, care simbolizează renașterea. Este reprezentat ca un om cu cap de berbec. Consoarta sa este  Menhyt. La Esna este considerat creatorul universului. Lui i se aduceau ofrande pe timpuri de foamete datorate inundațiilor prea mici ale Nilului.

## Mitologie

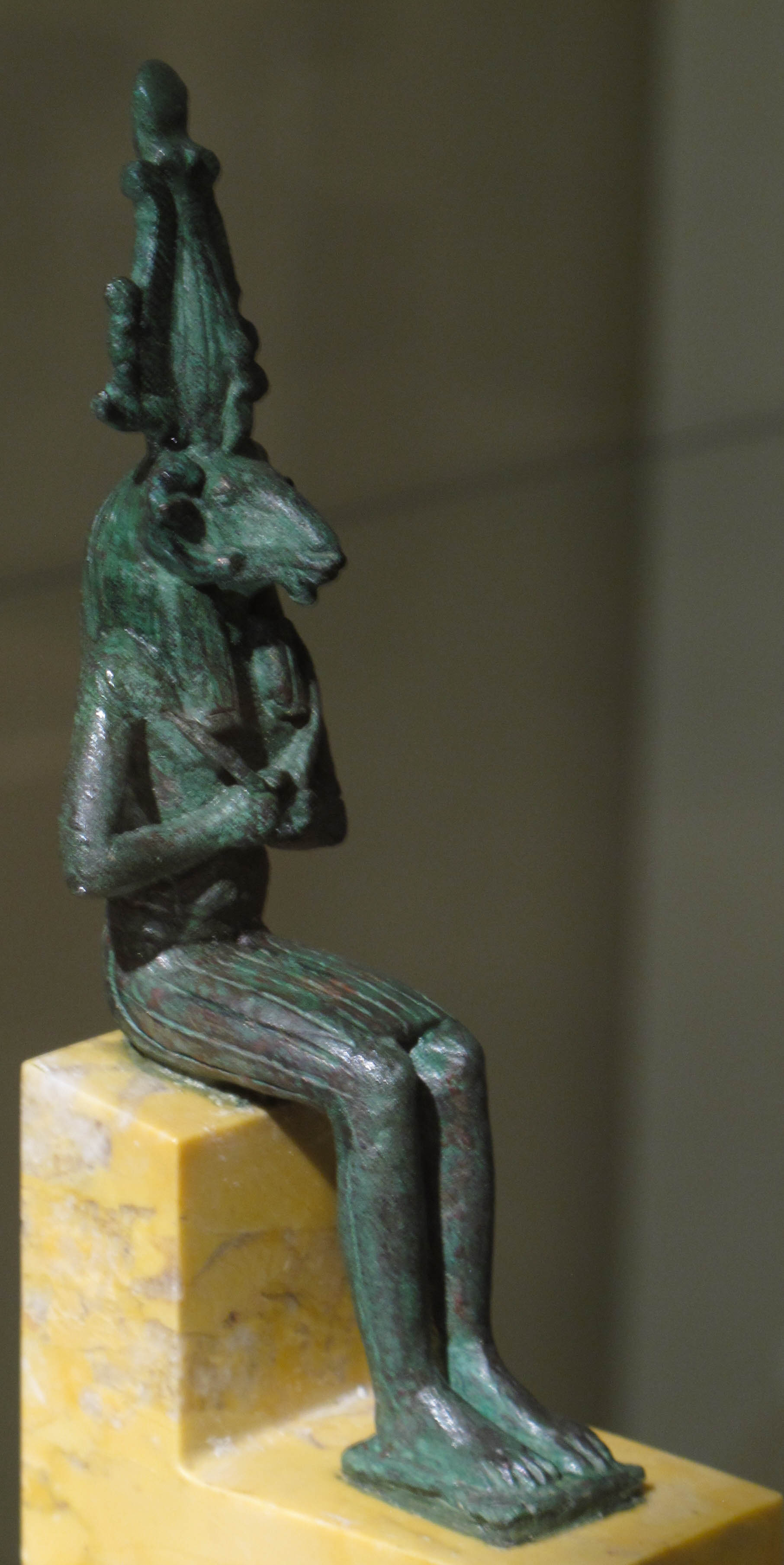
Statuie cu zeul Chnum,
665-330 Î. Hr.</br>

Khnum (Khnemu, Khenmu, Khenmew, Chnum) a fost unul dintre cei mai vechi zei ai Egiptului, al cărui cult se crede că a fost popular încă din perioada predinastică.  Referințele din textele piramidale ale lui Unas confirmă faptul că închinarea sa a fost stabilită de multă vreme chiar în acea etapă timpurie și că faraonul Khufu din vechiul regat (constructorul Marii piramide) a fost numit de fapt „Khnum-Khufu” („Khnum este protectorul său”).  Cu toate acestea, se pare că cultul lui Ra (sau Re) a ajuns la dominație în acel moment și Khnum a fost împins pe margine, în timp ce fiul și nepotul lui Khufu (Khaf-Re și Menkau-Re) au luat ambele nume onorând Ra.
Khnum a fost inițial un zeu al apei despre care se credea că stăpânește peste toată apa, inclusiv râurile și lacurile din lumea interlopă.  El a fost asociat cu izvorul Nilului și s-a asigurat că inundația a depus suficient lămuri negre prețioase pe malurile râului pentru a le face fertile.  Nămolul a format și lutul, materia primă necesară pentru fabricarea olăritului.  Drept urmare, a fost strâns asociat cu arta olăritului.  Conform unui mit al creației, Khnum a modelat totul pe roata olarilor, inclusiv oamenii și ceilalți zei.  În Iunyt (Esna, în al 3-lea nume al Egiptului de Sus) s-a propus să creeze și „Primul ou” din care s-a născut soarele (ca Nefertum, Atum sau Ra).
Pe lângă crearea corpului și a „ka” (spiritului) fiecărui nou-născut, el putea să-l binecuvânteze.  Papirusul Westcar din a doua perioadă intermediară include povestea lui Khufu și Magician în care la nașterea a trei faraoni participă Isis, Neftis, Meskhenet, Heqet și Khnum.  După ce s-a născut fiecare copil, Khnum le-a dat darul „sănătății”.  Faraonul Hatshepsut a mai susținut că Khnum i-a format „ka” și i-a dat binecuvântarea sănătății la cererea „tatălui” ei Amun-Ra.
Khnum era, de asemenea, o zeitate protectoare a morților.  Vrăjile care invocă asistența lui Khnum pot fi găsite în Cartea morților și pe multe dintre scarabele inimii înmormântate cu morții, deoarece s-a crezut că va ajuta decedatul să obțină o judecată favorabilă în sălile din Maat.
Berbecul a fost considerat a fi un animal foarte puternic, astfel încât Khnum a fost asociat cu fertilitate.  Face o apariție pe „Steaua de foamete” găsită pe insula Sehel.  Stela (care ar fi fost inscripționată în timpul domniei lui Djoser) spune că faraonul a visat că zeul va elibera țara de o foamete teribilă dacă un templu va fi construit în cinstea lui.  Faraonul a consacrat imediat un templu lui Khnum și, așa cum a promis, foametea a luat sfârșit.
Khnum a fost unul dintre zeii despre care se credea că l-ar fi ajutat pe Ra în periculoasa sa călătorie nocturnă prin lumea interlopă.  Se crede, de asemenea, că a creat barca care îl transporta pe Ra și a ajutat la apărarea zeului soarelui împotriva șarpelui Apep (Apothis).  Cu toate acestea, uneori a fost considerat a fi „ba” al lui Ra, deoarece cuvântul pentru „berbec” în egiptean era și „ba”.  Când Khnum a fost fuzionat cu Ra pentru a forma zeitatea compusă Khnum-Ra, această zeitate a fost asociată cu Nun (care reprezenta apele primavale) și i s-a dat epitetul Hap-ur („marele Nil” sau „Nilul cerului”).
Cultul său a fost centrat pe insula Abu (Elephantine 1st nome din Egiptul de Sus), unde a fost venerat încă din perioada dinastiei timpurii.  În timpul Noului Regat a fost venerat acolo ca șef al unei triade cu soția sa Satet și fiica sa Anuket.  El a fost, de asemenea, venerat la Esna (Iunyt), unde se credea că este căsătorit atât cu Menhet, cât și cu Nebtu (o zeiță locală) și că este tatăl lui Heka (zeul magiei cunoscut sub numele de „Cel care activează Ka”).  De asemenea, el trebuia să fie soțul lui Neith la Esna.  În Antinoe (Her-wer) a fost căsătorit cu Heqet, zeița broaștei asociată cu nașterea și concepția.  El a fost asociat cu Her-shef la Herakleopolis Magna și a fost adesea legat de Osiris.  Uneori a fost asociat cu Isis pentru a reprezenta Egiptul de Sus, la fel cum Ptah-Tanen a fost asociat cu Nepthys în reprezentarea Egiptului de Jos.
Numele său derivă din rădăcina khnem, „a se uni, a uni”, și cu khnem, „a construi”;  din punct de vedere astronomic, numele se referă la „conjucția” soarelui și lunii la anotimpurile privite ale anului, Khnum a fost „Tatăl părinților și mama mamelor” faraonului.  Ca zeu al apei, a fost numit uneori „KebH”, adică „purifica”.  El a fost descris fie ca un berbec, un om cu capul unui berbec sau un om cu coarnele unui berbec.  El a fost (foarte rar) descris cu capul unui șoim, indicând conexiunile sale solare.  Poartă deseori coroana albă plumă a Egiptului de Sus și uneori i s-a arătat că ține un borcan cu apă care curge din el indicând legătura sa cu izvorul Nilului.  În perioada timpurie, el a fost descris ca fiind tipul de berbec domesticit (cu coarne lungi de tirbușon crescând orizontal spre exterior de la cap), dar în vremuri ulterioare a fost reprezentat de același tip de berbec ca Amon (cu coarne curbându-se spre el).  Ocazional a fost descris cu patru capete de berbec (reprezentând zeul soarelui Ra, zeul aerului Shu, zeul pământului Geb și Osiris zeul lumii interlope).  În această formă a fost cunoscut sub numele de Sheft-hat.